# 稲葉誠一
稲葉　誠一（いなば　せいいち、1918年（大正7年）3月3日 - 1996年（平成8年）5月4日）は、昭和から平成初期の弁護士、政治家。日本社会党衆議院議員（6期）、参議院議員（1期）。

## 経歴
東京都新宿区出身。1941年（昭和16年）中央大学専門部法科を卒業。高等試験司法科に合格し、司法官試補に任官後、大阪・東京・宇都宮地検の検事を経て1947年（昭和22年）に退官、弁護士になる。
日本社会党に入党。同党栃木県本部書記長、同委員長を務め、1955年（昭和30年）栃木県議会議員選挙に当選し2期在任した。1962年（昭和37年）第6回参議院議員通常選挙に栃木県地方区から社会党公認で当選した。1968年（昭和43年）第8回通常選挙で落選。この間、社会党憲法擁護委員会副委員長、日朝協会常任理事などを務めた。
1972年（昭和47年）第33回衆議院議員総選挙に栃木1区から立候補して当選。その後、1986年（昭和61年）第38回総選挙まで再選され、衆議院議員を連続6期務めた。この間、衆議院沖縄及び北方問題に関する特別委員長、社会党法務部会長などを務めた。1990年（平成2年）に政界を引退した。

## 政策
- 選択的夫婦別姓制度導入に賛同する。